# Hypena minahassalis
Hypena minahassalis är en fjärilsart som beskrevs av Walter Karl Johann Roepke 1932. Hypena minahassalis ingår i släktet Hypena och familjen nattflyn. Inga underarter finns listade i Catalogue of Life.